# Пфеллер, Филипп Иванович
Филипп Иванович Пфеллер (также Филипп-Фридрих Иванович фон Пфеллер;нем. Philipp-Friedrich Pfoehler; 1750, Страсбург — 1839, Москва) — русский врач, заслуженный профессор Московского медицинского училища, действительный статский советник.

## Биография
Уроженец Страсбурга, там же получил диплом врача. В 1784 году приехал в Россию, где выдержал экзамен в Медицинской коллегии и получил право врачебной практики на территории Российской империи. С 1787 по 1789 работал в Саранске. В 1791 году поступил младшим доктором в Московский госпиталь, откуда через год был переведён врачом в Вятское наместничество. В 1795  году Пфеллер подал прошение о назначении его профессором физики и математики в Московскую Медицинскую школу (училище), был вызван в Москву, успешно прошёл собеседование, прочёл пробные лекции на 3 различных темы и был назначен профессором. В 1819—1833 годах Пфеллер состоял доктором при Московском Почтамте, причём в 1826 году получил чин действительного статского советника. Известны его научные работы, сделанные в виде докладов в Физико-медицинском обществе: «Описание желчного камня чрезвычайной величины» (доклад от 4-го марта 1811 года); «О самопроизвольном разорвании покровов лица» и «Случай воспаления локтевого сустава» (доклад от 6-го апреля 1812 года).
Сын Владимир Филиппович (1803—1885) — Архангельский (1856), Подольский (1856—1860) и Вологодский (1860—1861) губернатор.